# Asedio de Aquisgrán (1614)
El asedio de Aquisgrán tuvo lugar a finales de agosto de 1614, cuando el ejército español comandado por Ambrosio Spínola marchó de Maastricht hasta Alemania para apoyar a Wolfgang Guillermo del Palatinado-Neoburgo en el transcurso de la Crisis de la sucesión de Juliers-Cléveris. A pesar de su estatus de Ciudad Imperial Libre, Aquisgrán estaba bajo protección de Juan Segismundo I de Brandeburgo, que antes había sido aliado de Neoburgo y después rival en la batalla por los Ducados Unidos de Jülich-Cléveris-Berg.
En 1611 la población de religión protestante de Aquisgrán se rebeló contra el consejo católico de la ciudad y se hizo con el poder. Cuando Rodolfo II del Sacro Imperio Romano Germánico, en cumplimiento de la Paz de Augsburgo (1555) ordenó que se restaurara el orden anterior, los protestantes se aliaron con el Margraviato de Brandeburgo. Sin embargo, la inesperada llegada de un poderoso ejército español a las puertas de la ciudad provocó que los protestantes perdieran su empeño inicial y rindieran su ciudad a Spínola. Se instaló una guarnición católica en Aquisgrán y comenzó el proceso de volver a imponer la fe romana en la urbe germana.

## Contexto histórico
Aquisgrán fue una Ciudad Imperial Libre de importancia desde la época del Imperio carolingio en el siglo IX hasta el siglo XVI. Era el lugar de coronación de los monarcas alemanes hasta que Maximiliano II fue coronado en Fráncfort en 1562. Entonces comenzó para Aquisgrán un lento declive. Cuando se firmó la Paz de Augsburgo en 1555 era una urbe predominantemente católica, pero en la década de 1560 comenzó la división religiosa con la llegada de inmigrantes protestantes procedentes de los Países Bajos que huían de la persecución española durante la guerra de Flandes, por lo que ya en la década de 1570, en la ciudad había unos 12 000 católicos y unos 8000 protestantes. El consejo que gobernaba la ciudad y el emperador trataron de apartar a los protestantes de la participación política en 1581, pero gracias a la influencia económica de muchos de ellos, los católicos se vieron obligados a dejarles ingresar en el consejo de la ciudad. Debido a que la jurisdicción sobre Aquisgrán era reclamada tanto por el duque de Jülich como por el obispo de Lieja, ambos católicos, la población católica hizo un llamamiento al primero, que a su vez manifestó sus quejas ante el emperador Rodolfo II reclamando que se habían violado sus derechos eclesiásticos sobre la ciudad. En 1593 el Reichshofrat —Consejo Áulico— declaró que el consejo de la ciudad no podía cambiar el estatus religioso de la misma y por tanto los calvinistas debían ser expulsados del gobierno de Aquisgrán. Cuando estos trataron de oponerse, el emperador proscribió la ciudad y encomendó al archiduque Alberto, gobernador de los Países Bajos Españoles, la tarea de hacer cumplir su decisión. La consiguiente re imposición del catolicismo en la ciudad fue llevada a cabo por el arzobispo de Colonia.

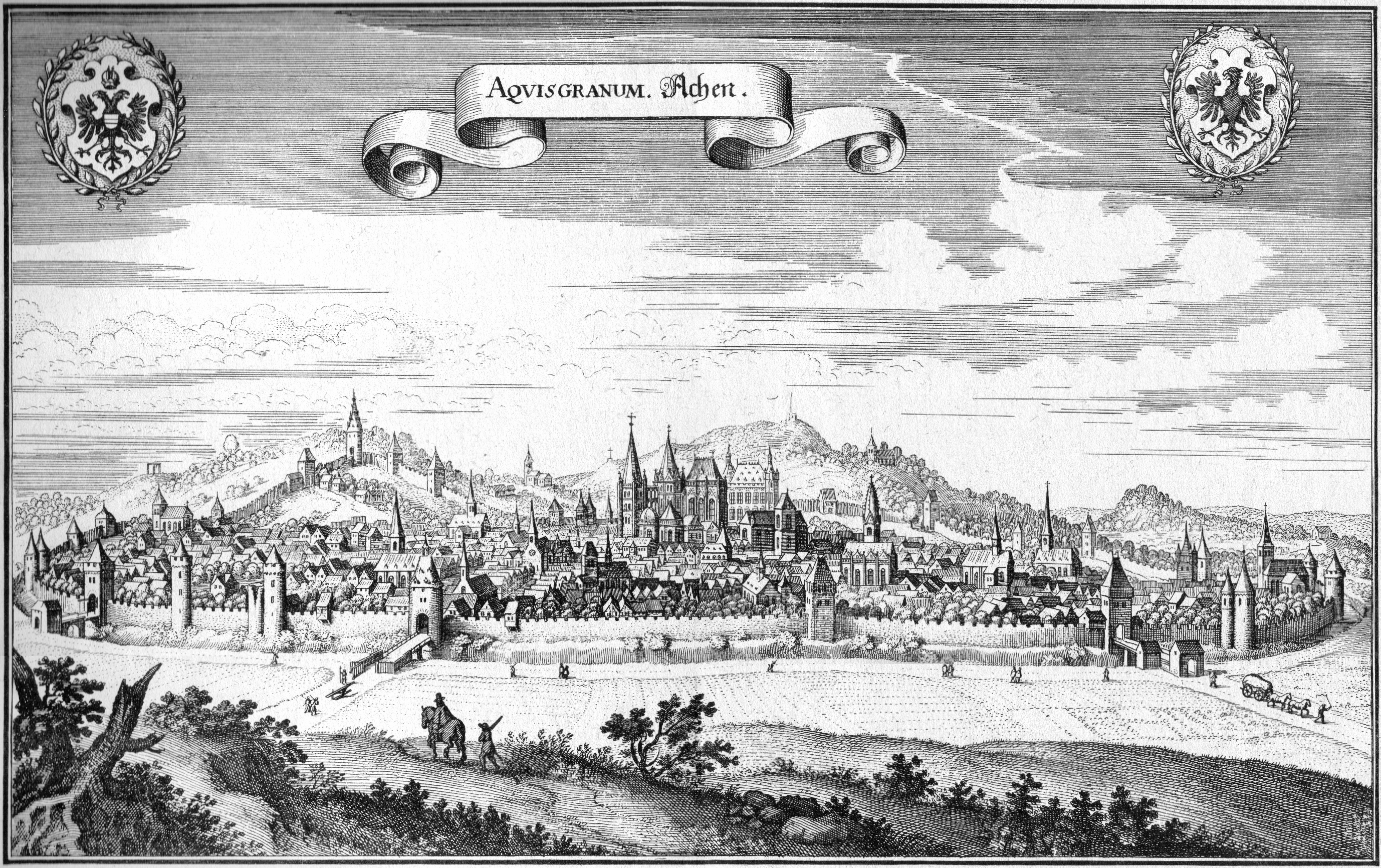
Vista de Aquisgrán por Matthäus Merian.

En 1611, durante la Crisis de la sucesión de Juliers-Cléveris, el Elector de Brandeburgo y el duque del Palatinado-Neoburgo, ambos reclamantes de la herencia de Juliers en oposición al católico Leopoldo V, archiduque de Austria, organizaron misas protestantes en las cercanas localidades de Stolberg y Weiden. En respuesta, el consejo de Aquisgrán impuso una multa a todos los que asistieron a esos oficios religiosos. Cinco ciudadanos fueron detenidos por ignorar el decreto de la ciudad y desterrados porque se negaron a pagar la multa. Esto provocó el 5 de julio un motín contra el consejo de la ciudad, en el transcurso del cual los consejeros católicos fueron expulsados y numerosos edificios católicos resultaron saqueados. Los rebeldes también asaltaron la iglesia y colegio de los jesuitas, destrozaron el altar y las imágenes y mostraron un maniquí vestido con hábito sacerdotal. Un cura resultó herido y otros ocho fueron arrastrados hasta el ayuntamiento. Se creó un nuevo consejo protestante, el cual pidió ayuda a Juan Segismundo I de Brandeburgo, el nuevo duque de Cléveris–Mark.

## Intervención española

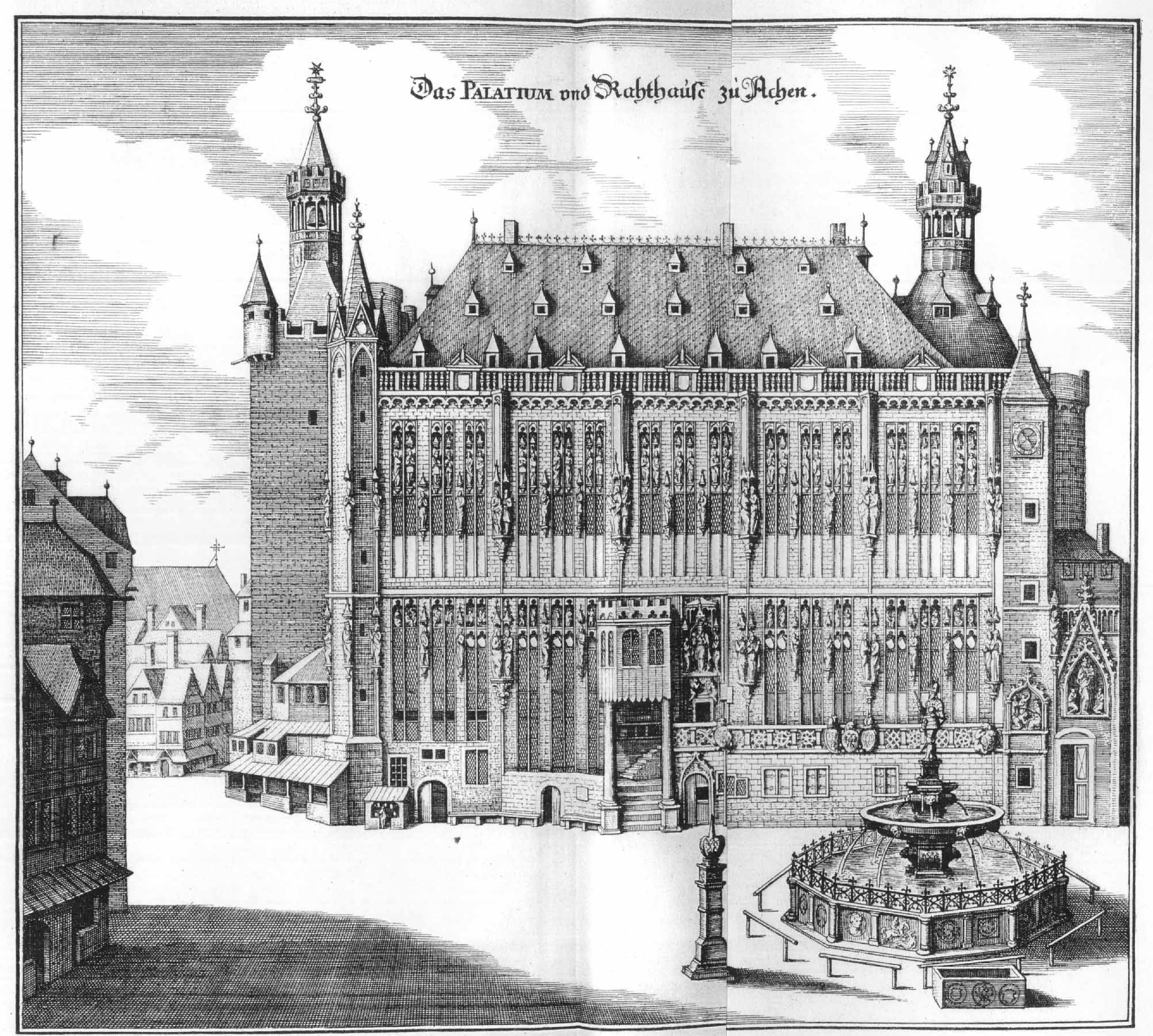
Sede del consejo de la ciudad de Aquisgrán. Grabado de Matthäus Merian.

El emperador Rodolfo II ordenó a los príncipes de Brandeburgo y del Palatinado-Neoburgo que restauraran en Aquisgrán la situación religiosa y política previa bajo la amenaza de una prohibición. Sin embargo, los protestantes ignoraron la orden e incluso hirieron de gravedad a un emisario imperial enviado para implementar el edicto del emperador. En mayo de 1612 se celebraron unas elecciones y los calvinistas tomaron el mando en el consejo de la ciudad. En 1613, con las disputas sobre la sucesión de Juliers todavía sin resolver, uno de los aspirantes, Wolfgang Guillermo del Palatinado-Neoburgo, se convirtió al catolicismo y se ganó así el respaldo de España y de la Liga Católica alemana. El 20 de febrero de 1614, el emperador Matías II ordenó la restauración del gobierno católico en Aquisgrán y permitió la intervención del Ejército español de Flandes bajo mando de Ambrosio Spínola. Temiendo un ataque, el consejo de la ciudad pidió ayuda al Elector de Brandeburgo, que respondió con el envío de varios cientos de soldados dirigidos por el general Georg von Pulitz para reforzar a las milicias locales. Asimismo, las puertas de la ciudad se comenzaron a controlar cuidadosamente y se amurallaron en parte.
Los preparativos españoles para intervenir en la disputa sobre la sucesión alarmaron al estatúder holandés Mauricio de Nassau, príncipe de Orange, que apoyaba a Juan Segismundo I de Brandeburgo y sabía que la injerencia hispánica podría desestabilizar el curso de la sucesión. A mediados de junio, Guillermo Luis, conde de Nassau-Dillenburg, advirtió al príncipe Mauricio de que los españoles ya tenían listos para el combate a 9800 soldados y que pronto se les podrían unir otros 13 200. Ante esta inminente amenaza, Mauricio reforzó concienzudamente la guarnición de la ciudad de Jülich con siete compañías de infantería y una fuerza adicional de dos mil soldados ante un posible asedio. La situación era tensa para ambos bandos. Mauricio esperaba reclutar tropas adicionales en ciudades que no estaban bajo amenaza directa y armar un ejército de 20 000 hombres, compuesto por 136 compañías de infantería y 40 de caballería. Mientras tanto, Ambrosio Spínola ya estaba preparado para iniciar la campaña. Su primer movimiento fue sobre Aquisgrán:

Antes de pensar en los asuntos de Juliers, la proximidad de Aquisgrán nos lleva a hacer allí el primer esfuerzo de nuestro ejército para castigar a los herejes y ejecutar el mandato imperial emitido contra ellos, del cual el archiduque y el Elector de Colonia son responsables. Todos sabemos con qué atrevimiento y con qué desprecio por los mandatos imperiales los heréticos ciudadanos han usurpado el gobierno de Aquisgrán, que antes perteneció únicamente a los católicos. Por tanto, una infinidad de razones nos obligan a reprimir por la fuerza tan injusta usurpación.
Ambrosio Spínola a su ejército en Maastricht, 1614.

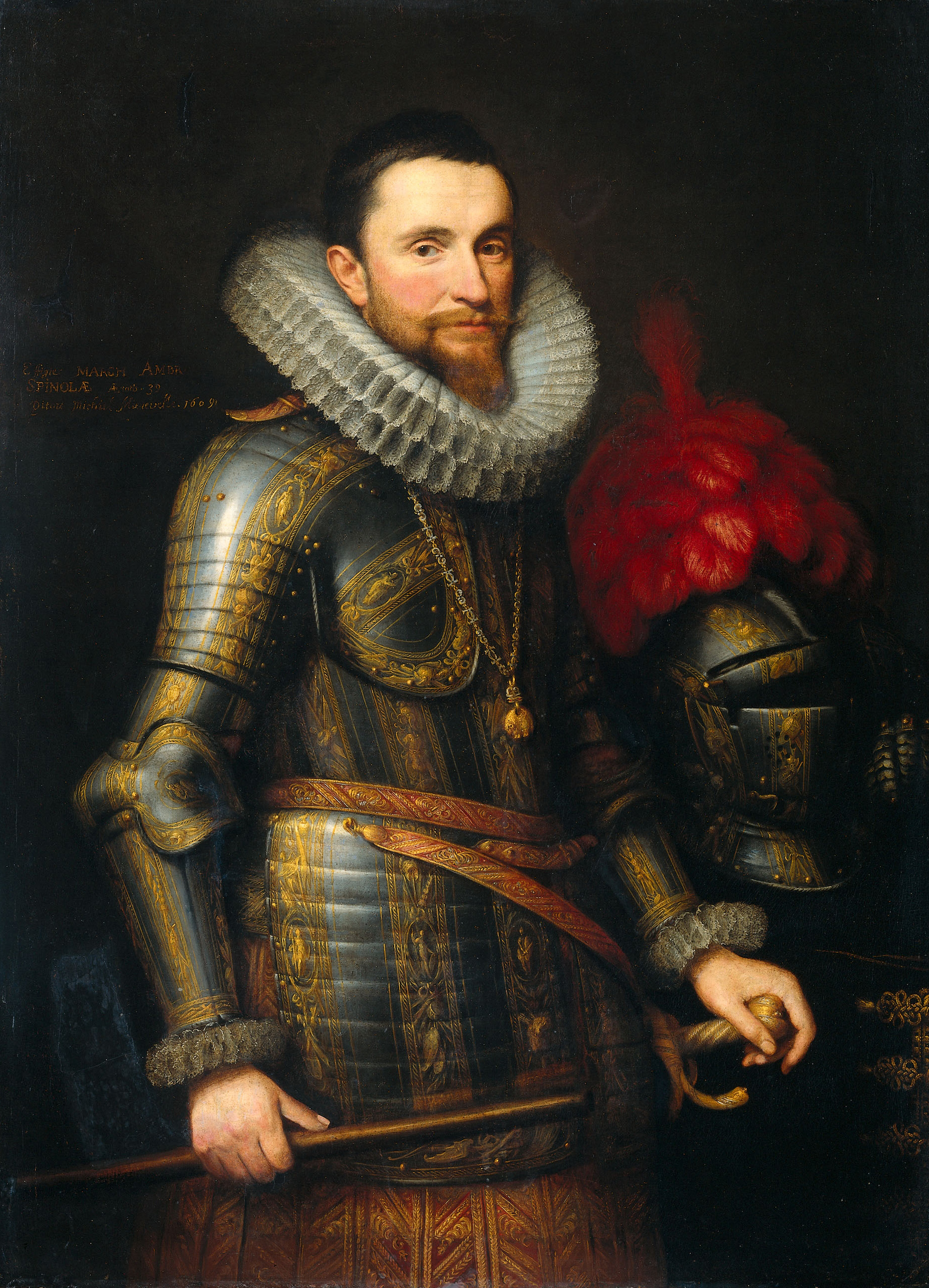
El general Ambrosio Spínola, por Michiel Jansz. van Mierevelt.

En agosto de 1614, Spínola avanzó hacia Maastricht y alrededores y estableció su campamento con un ejército de 18 000 soldados de infantería, 2500 de caballería y once piezas de artillería. Desde Maastricht, el ejército español penetró en Renania acompañado por Guido Bentivoglio, el nuncio apostólico en Bruselas, y dos comisarios imperiales. Luis de Velasco, general de la caballería, abría camino con seiscientos jinetes, seguidos de cuatro batallones a pie: uno de españoles, uno de alemanes y borgoñones y otros dos de valones. Otros seiscientos jinetes cerraban la marcha. Para evitar que los holandeses prestaran socorro a Aquisgrán desde Jülich, Spínola destacó al resto de su caballería para bloquear el camino entre ambas ciudades. Unas horas después de su partida de Maastricht, el ejército español se encontraba ante Aquisgrán, una ciudad que carecía de fortificaciones modernas y estaba rodeada por una única muralla medieval. Los españoles tomaron unas colinas desde las que se dominaba la ciudad a tiro de mosquete de sus murallas, y colocaron una batería de cañones para amenazar a sus habitantes y a la guarnición de seiscientos soldados de Brandeburgo. Después de varios días de negociaciones, y con pocas esperanzas de recibir refuerzos, los defensores rindieron la ciudad al ejército español con gran pesar de Mauricio, que no pudo enviar el auxilio a tiempo.

## Repercusiones
A los seiscientos soldados de Brandeburgo se les permitió partir con sus banderas y fueron reemplazados por 1200 católicos alemanes bajo mando del conde de Emden. Aunque los soldados del ejército español esperaban saquear la ciudad porque llevaban varios años de inactividad debido a la Tregua de los doce años con la república holandesa, que había comenzado en 1609, Ambrosio Spínola se lo prohibió y las tropas hispanas no llegaron a entrar en la ciudad. El consejo católico de la ciudad fue restaurado y el 10 de septiembre se emitió un edicto que ordenaba abandonar Aquisgrán a los predicadores protestantes en un plazo de tres días y a los anabaptistas no ciudadanos y otros extranjeros en seis semanas. A partir de entonces solo se toleraron maestros y escuelas católicas, se prohibieron los libros considerados heréticos, no se permitió comer carne en las casas de huéspedes en los días de ayuno y se obligaba a pagar unos generosos donativos a los Santísimos Sacramentos y las reliquias durante las procesiones. Todos aquellos que tomaron parte en el motín de 1611 fueron castigados: en 1616 se ejecutó a dos de sus cabecillas, más de un centenar de ciudadanos que participaron en los disturbios fueron exiliados y otros debieron pagar una multa.
Después de la toma de Aquisgrán, Spínola se hizo con el control de varias localidades y castillos en las tierras que se disputaban los aspirantes al patrimonio de Jülich, incluidas Neuss, Mülheim y la importante ciudad fortificada de Wesel, defendida por una guarnición de Brandeburgo. Como resultado, el protestantismo en Renania resultó muy debilitado a pesar de que Spínola decidió no asediar Jülich debido a sus poderosas defensas y numerosa guarnición. Entonces, Mauricio de Nassau marchó sobre Rees con una fuerza estimada de 18 000 hombres y por ello Spínola se estableció cerca de Xanten, desde donde ambos líderes iniciaron conversaciones sobre un pacto de neutralidad que se materializó en el Tratado de Xanten, el cual puso fin a la Crisis de la sucesión de Juliers-Cléveris y a todas las hostilidades entre Wolfgang Guillermo del Palatinado-Neoburgo y Juan Segismundo I de Brandeburgo hasta 1621. Los territorios de Jülich-Berg y Ravenstein fueron para Wolfgang Guillermo, mientras que Cléveris-Mark y Ravensberg para Juan Segismundo. Spínola se negó a renunciar a la ciudad amurallada de Wesel y por ello fueron necesarias nuevas negociaciones, pero se consiguió mantener cierta paz.
La guarnición española permanecería en la ciudad hasta 1632.